# Fender Prodigy

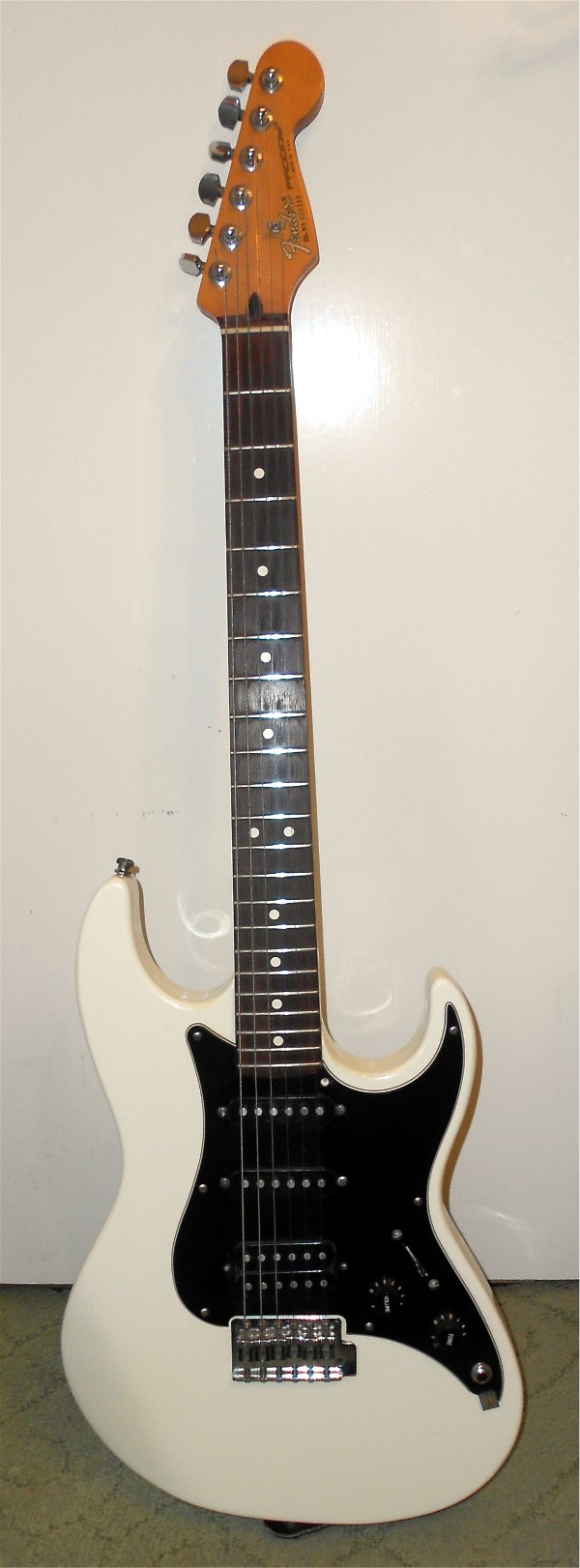
Rzadki egzemplarz białego Fendera Prodigy z humbuckerem przy mostku

Fender Prodigy – model gitary elektrycznej firmy Fender produkowany w latach 1991 - 1993. Powód zakończenia produkcji nie jest znany. Model ten miał konkurować z gitarami typu superstrat takich producentów jak Ibanez, Jackson, czy Yamaha.
Gitary serii Prodigy produkowano z dwoma przystawkami single coil w pozycji środkowej i przy gryfie oraz humbuckerem przy mostku. Korpus wyglądem przypomina korpus Stratocastera, jednak różni się od niego ostrzejszymi krawędziami. Drugą różnicą jest rozmiar główki - w gitarach Prodigy jest ona nieco mniejsza. Do produkcji gryfów użyto drewna klonowego, podstrunnica również wykonana jest z klonu bądź palisandru. Do wykonania korpusu posłużyło drewno olchowe. Podobnie jak w Stratocasterze zastosowano mostek Synchronized Tremolo, jednak w modelu Prodigy II zaprezentowanym w 1992 roku zastosowano już mostek Kahler Tremolo z blokadą siodełka.